# Незакциј у Истри
Незакциј у Истри (hr Vizače, lat. Nesactium) некад древни град и главно средиште илирског племена Хистри које се формирало почетком гвозденог доба након насељавања данашњег полуострва Истра, која је по њима и добила име. Он је последња престолница Хистра на полуострву а његов крај у аутохтоном смислу означава 177. година пре Христа када је пао под римску власт, настављајући живот у новом амбијенту.
Данас је то место археолошки парк са очуваним (конзервираним) архитектонским остацима римске и касне антике, једно је од најважнијих археолошких налазишта у Истри и споменик културе у Републици Хрватској.
Најстарији трагови насеља потичу из бронзаног доба, а затим од гвозденог. Стрме падине Главице биле су добра одбрамбена заштита, али град је на дну брда окруживало неколико појасева зидова, од којих су неки римског порекла и коришћени су до касне антике. Између зидова и насеља препознају се још две терасе за које археолози сматрају да су зоне праисторијских насеља. Није познато како је изгледало праисторијско насеље, али се поуздано зна да се живот у Незакцију у континуитету одвија од од 9. века п. н. е. до краја 6. или почетка 7. века, односно до најезде варвара и Словена који су разорили многа античка насеља на полуострву Истра.

## Положај
Археолошки парк Незакција (у народу познат под именом Визаче), налази на југоисточним падинама истарског полуострва, на брежуљку Главица над плодном долином и заливом Будава, између Валтуре и Мунтића у близини пулског аеродрома, на око шест километара североисточно од Пуле у Републици Хрватској. 
Незакциј је удаљен око два и по километра од залива Будава, који је био назакцијска лука, место одмора и сидриште за чамце који су се ту заустављали и природни заклон од северних и јужних ветрова, који су дували у овом делу Јадрана.

## Етнички простор Хистра
Етничком простор Хистра, односи се на читаво полуострво Истра, које географски према континенталном делу одређује на истоку залив Прелука, на северу масив Ћићарије, а западно залив Миља (лат. Muggia). Обрађени подаци до 2013. године говоре да је простор Хистрана био ограничен на западу реком Рижаном (лат. Formio), северно и североисточно масивом Ћићарија и обронцима Учке, на истоку реком Рашом (лат. Arsia), која је уједно била и етничка граница према Либурнима. А на полуострву оно што је Пореч представљао на западној обали Хистрије био је Незакциј на источној обали.

## Археолошка истраживања
Прва истраживања насеља Незакција, за кога се знало из Ливијевог описа опсаде града, започело је када је историчар и археолог Пјетро Кандлер у 19. веку, први пут повезао топоним Визаче са Незакцијумом.У средњем веку Неезакиј се помињао као Месазо, Исацио, Иказио, а одатле потиче и хрватски облик Визача, како се и данас налазиште назива. Тамошњи жртвеник цару Гордијану III. из 3,. века, на којем се помиње лат. Res Publica Nesactiensium, дале је коначну потврду да Визаче заправо представља остатке заборављеног старог града.

## Историја
Историја Хистра сеже у далеку прошлост, која је приказана у више радова многих историчара, али треба напоменути да се од осам наслова, само три баве Незакцијумом, једним од кључних центара овог народа.
Место на коме се развио Незакциј било је насељено пуно пре појаве Хистра, највероватније још у бронзано доба, а можда и кроз касни неолит. Иако се не налази уз море, овај град је надзирао пловидбу Кварнерским заливом долазећи тако у контакт са развијенијим медитеранским светом и њиховом духовном и материјалном културом.
Незакциј се као главно средиште илирског племена Хистра, у записима историчара први пут помињу у делу Путопис или Periegesis, грчког географа Хекатеја из 6. века пре нове ере, који не само да је описао најстарије правце источне јадранске обале већ је описао и локална племена. Док је за податке о Римском раздобљу града заслужан историчар Либије који је у својој обимној, али само делимично сачувана историја Рима „Ab urbe condita” („Од оснивање града”) оставио вредне податке о Хистричанима и римском освајању полуострва.

### Прве насеобине
Да је насељавање на овом подручју започело још у праисторији говоре трагови камених плоча и скулптуре откривене 1900. године након археолошких ископавања унутар западних зидина, на самом улазу у град, где се налазила богата праисторијска некропола. Камене плоче украшене су спиралама и меандарима, а међу каменим скулптурама готово у природној величини истичу се приказ богиње плодности и лик коњаника.
У касно бронзано доба (13.- 12. век п. н. е.) већи део средишње Европе преплавила је култура поља са урнама. Осим обреда инцинерације покојника, цели је простор био је повезан сличним начином изражавања, обликовања и орнаментисања керамике и других употребних предмета који су се преносили на велике удаљености. Носиоци културе поља са урнама, неодређене етничке припадности, доспала су и на подручје Истре са простора северозападне Хрватске и простора северно од Алпа, што је датирано престанком живота на бронзанодобним градинама током 12. века п. н. е, али и самом појавом урни као начина сахрањивања на важнијим некрополама, као што су Незакцијум, Лимска градина, Пицуги и Пула. На основу континуираног сахрањивања на овај начин које је трајало до првих сукоба са Римљанима, може се закључити да се културе поља са урнама, која је затим еволуирала кроз 1. век пре нове ере може поистоветити са Хистрима.
Промене које су се догађале током 12. века п. н. е. упућују на појаву Хистра на овим просторима. У то доба старосједиоци из бронзаног доба Истре и оснивачи утврђених градина наједном нестају, а на великом броју градина, живот се једноставно гасио, док се на другима наставља, а претпоставља се да је дошло до оснивања нових насеља истог типа.
Историчари су на ово подручје дошли тек почетком 11. века пре нове ере када је Незакцијум ушао у период израстање у право урбано окружење.
Становници Незакција Хистри били носиоци „културе поља са урнама“, чија је главна карактеристика била, да се посмртни остаци покојника спаљују, а потом пепо сакупља и чува у гробним урнама. Урне су биле украшене концентричним круговима, са таласастим линијама, канелурама (жљебљени украси), ромбовима или троугловима. Исте мотиви Хистри су урезивали и на бронзаним ножевима и иглама.
Богате гробнице некрополе у Незакцију откривају статус и богатство његових становника, јер надгробни споменици приказују луксузну увозну робу, попут увозне лепезе из Етрурије или раскошни комплети за пиће. Један од најбогатијих гробова у Незакцијуму је гробница ознаћен као гробно место 12, чије време сахране се датује од 10. до 4. века п. н. е. у коме је откривена велика количина увезених грчких и апулски предмета и тореутских производа.

### Значај географског положаја за развој града
Смештен на око 2,5 километара од луке залива Будава град је поседовао идеалне услове за трговину, што документује велики број пронађених предмета увезених из Грчке и Етрурије, по чијем узору су у незакцијским радионицама израђивани предмети од керамике и метална. Међу пронађеним предметима најфиније израде и високе естетске лепоте су, металне канте (ситуле), лепезе и древни црнофигурални антички бокали.
Незакциј је користио предности свог доброг географског положаја, тако да су на овај простор стизали лађама које су се овде сигурно осећала и бројни предмети других култура  (керамика, метални предмети) из Апулије, Дауније, Пиценума, Спине и др. 
Староседедоци Хистри непрестано су обликовали сопствену државу са основним карактеристикама државности, и временом постали војна сила, са војном демократијом на челу с наследним вођом (краљем). 
Овај самостални развитак Хистра насилно је прекинут војним походима конзула Аула Манлија Вулзона59, Марка Јунија Брута60 и Марка Клаудија Пулцхера61, када су 177. године п. н. е,. заузета и порушена јужноистарска утврђена градинска насеља Мутила, Фаверија и Незакциј. 
Насилан упад на подручје Незакција 177. године п. н. е.и његово заузимање од стране Римљана означава пад Незакција, али и крај хистарске аутономије и почетак римске превласти на истарском полуострву. Хистарски вођа Епулон извршава самоубојство како не би пао у римско ропство.62 О томе је оставио запис Тит Ливије Од оснивања града, XLI, 11, који овако гласи:
Неколико дана раније Јуније и Манлије свом силом започели су нападати град Незакциј, у који су се склонили хистарско племство и краљ Епулон. Клаудије је довео две нове легије, стару војску са својим генералима пустио је да оде, сам је окружио град и започео је напад преко реке испред зидина, која омета нападаче, а уједно чини заштиту Хистрима и омогућује им свежу воду, те је потребно много дана да се резервоар воде поновно напуни. То чудо с одсецањем од воде престравило је барбаре; но ни тада нису помишљали на мир него су стали убијати своје жене и децу, а да би непријатељи видели то гнусно недело, клали су их отворено на зидинама и оданде стрмоглављали. Усред запомагања жена и деце и тог неизрецивог покоља војници се попну преко зидина и уђу у градину. Буку његовог заузећа схватио је краљ по преплашеним крицима оних који су бежали; зарио је сам себи мач у прси, да га не заробе жива; остали су заробљени или побијени. Још су два града заузета на јуриш и разорена – Мутила и Фаверија. Плијен је био већи неголи је било очекивати од тога сиромашног света, и сав је препуштен војницима. Пет хиљада шест стотина тридесет и две главе продане су у робље. Коловође рата ишибане су и послане под секиру. Након разарања оних трију градова и краљеве смрти, сва је Истра смирена; сва су племена са свих страна предала таоце и признала римско господство...

#### Слабљење града
Постепеним слабљењем римске државе дошло је до промена: од древне општине град је постао касноантичко утврђено насеље. Раскошне терме претворене су у стамбене и пословне зграде, док је јужни део централне висоравни током 5. века претворен у две паралелне сакралне зграде. Северне и нешто веће јужне базилике представљају значајан допринос познавању ранохришћанске археологије.
Крај антике у Истри одиграло се у периоду од почетка 4. до краја 6. века. Означено је дубоким друштвеним, управним и културним променама, непрекидном борбом за власт и све снажнијим притиском нових народа који су преко Постојнских врата покушавали да продру на подручје полуострва Истра и уништите Римско царство. 
Сеобу народа у Италију започињу Западни Готи, прелазећи 401. године преко Истре. Док 489. године Источни Готи припајају Истру својој источноготској држави са седиштем у Равени. 
У 6. веку одиграла су се кључна дешавања као што је источноготско-византски рат (535—555. године), који 538. године враћа Истру у границе Источноримског Царства као и сеоба Лангобарда из Паноније у Италију 568. године. 
На алпским ланцима од Лигурије до Кварнера подиже се систем обране. А до Истре је дошао осећај нестабилности времена па се као поледица тога обнављају бедеми у Пули и подижу нови у Незакцију. На истакнутим положајима, као што су простори праисторијских градинских насеља и издужени полуострва и острва уз обалу, изграђена су утврђена насеља – каштели.

Упади Словена и Авара на овај простор, записан је у писаним споменима, као нпр. код лангобарског писца Павла Ђакона  (Paulus Diaconus 720- 800.), бенедиктански свештеник и лангобардски историчар, у коме се наводи...
У то време вратили су се Агилулфови посланици од кагана и јавили да је с Аварима склопљен вечни мир. С њима је стигао и каганов посланик који је продужио пут према Галији, с поруком франачким краљевима нека тако склопе мир с Лангобардима, као што га имају с Аварима. У међувремену су Лангобарди с Аварима и Славенима упали у крајеве Хистра и све опостушили огњем и пљачком.

### Пропаст града
Иако не постоје историјски записи о пропасти Незакцијума, његов скоро хиљадугодишњи живот највероватније престаје у 7, веку. Претпоставља се да се то догодило услед аварских и словенских упада (599—611) и потом насељавања Истре.Тако је Незакциј доживео судбину многих древних античких градова који су у раном средњем веку напуштени.
Иако је град преживо пад Римског царстваpaда и буђење хришћанства није успео да одоли варварским нападима, након којих је преживео само у локалној топонимији, када га је хрватски народ прозвао Визаче.

## Опис насеља

### Бедеми
Према начину градње, Незакцијум је утврђено насеље или градина у оквиру које се одвијао живот. Са једне стране град је заштићен стрмим падинама на тешко доступним природним брдима, изнад плодних долина, на страни залива, док је с друге стране изграђен систем спољашњих бедема. Спољашњи бедеми, дуги око 800 метара били изграђени од правилно исклесаних камених блокова, често мегалитских димензија. Имали су правилни кружни облик или су били прилагођени облику узвишења на којем су сазидана. Паристоријски бедеми грађени су техником слагања спољашњег лица у већим каменим блоковима, а унутрашњост је била испуњена ситним камењем и шутом.
Касноантички бедеми из 5. века, ширине су око 1,60 м и висине око 2 метра саграђени су на римским, док су ови изграђени на праисторијским темељима. Најјача одбрана била је организована са западне стране, са које је и приступ био најлакши. 

### Улазне капије
Данас су на бедему видљива четири улаза, двоја врата на западу и два пролаза на истоку. У град се улазило кроз двоја врата: јужна (Porta Polensis) i северна (Porta Praehistorica).

### Насеље
Дуж бедема, сужавајући се у концентричним редовима према центру било је насеље, са око овалних утврђења постављеним кућама. Простирало се јужно и источно од Форума, са тарасасто размеђтеним кућама. Готово сви градови на брдима и њиховим падинама у централној Истри саграђени су на темељима градине око 5. века: Бује, Грожњан, Мотовун, Пићан и Жмињ. 
Неки истражени примерци стамбене архитектуре показују да су инсуле имале трапезоидни облик, ограничен уским пролазима. Куће су по правилу имале средишњи атријум на стубовима и стамбене и радне просторије.
Пронађени су остаци пет кућа: западно од термалног комплекса, наслоњени на њега, потом на рубу Форума, јужно од храмова, источно од Форума одвојених улицом у смеру исток- запад, и испод подручја старохршћанских базилика најзанимљивије, али и најмање разумљиве античке стамбене архитектуре. 
На целом том простору су пре појаве хришћанских култних зграда у 6. веку постојале стамбене зграде чији се остаци назиру у једном већем комплексу, уз темеље терми. На подручју олтарног простора северне базилике видљиви су остаци водоводног система, базен од великих камених плоча повезаних гвозденим шипкама, који је вероватно сакупљао воду са околних кровова.

### Некропола
С обе стране пута који је водио од Незакција до Пуле налазила се велика римска некропола. Налази из 48 гробова, колико је ископано и истражено, сведоче о високом степену развијености друштвеног и економски живот становника Незакцијума у периоду између 1. и 3. века.

## Незакциј у раном и касном античком периоду
Када је Незакциј је у античко доба постао део римских освајачких похода, након опсаде града 177. године п. н. е. Римљани су срушили историјски град и на истом месту саградили нови по урбанистичком плану и на римски начин организован нови град. 
За Хистре који су су поклекнули доласком римске цивилизације, престаје живот на градинама и људи се полако спуштају у низине у тренутку када су Римљани извршили комплетан утицај над полуострвом Истра. Иако су Римљани  177. год. п. н. е. потукли Хистре и освојили Незакциј, јача романизација се јавља тек током 1. века., када Незакциј добија статус муниципија и остаје у функцији североисточних поморских врата пулског агера. Статус муниципија, и са њим бројне привилегије граду је доделио Цезар након победе када је постао лат. dictator perpetuus, и развио опсежну урбанизацију Италије и покрајина доношењем  Lex Iulia de municipalis 45. godine. 
На праисторијској градини створен је нови град са свим вредностима античке урбанизације, новим друштвом и новим обичајима. На централном платоу изграђен је форум са три храма и тремом, купатилом и другим јавним и приватним зградама. На падинама су се налазиле раскошне приватне зграде, а богата некропола простирала се дуж пута који је од Пуле водио до града. Предмети високе уметничке вредности, пронажени након археолошких истраживања говоре о културном домету града у римско доба. 
Археолошки материјал показују да је почетке муниципалне аутономије Незакција започело у време владавине цара Клаудија (41– 54. година), који је имао добро организоване органе власти. 
Римски Незакциј је био смештен на врху градине и његов урбанистички план следио је аутохтону традицију, што налазимо и код других истарских градова (Пула, Лабин, Пломин, Бује, Бузет).
Улаз у град представљају добро сачувана градска врата на западном одбрамбеном зиду. Уски пролаз који води до средишта насеља укопан је у подручје праисторијске некрополе. Тај пут доводи до зачеља античких храмова, испред којих се простире равна површина римског форума. На форуму проналазимо остатке, касније саграђених, двију ранохршћанских базилика, на које се надовезују остаци римског купатила на северној страни. 
У граду се се налазиле три велике цистерне повезане с термама, које су град снабдевала водом. Осим подручја праисторисјке некрополе, сви видљиви остаци припадају римском или највише касноантичком/ ранохршћанском насељу. 
Улице града су биле поплочане или усечене у стену. 
Форум, главни градски трг, простирао се у смеру исток-запад у ширини три храма. Са три стране је уоквирен стубовима који су носили трем, чија је ширина сачувана на северној страни уз ранохршћанске базилике. Са трема се улазило у трговине и радионице, у термални комплекс, као и у друге зграде приватне и јавне намене (управног, судског и култног карактера). 
Уз северну ивицу средишње терасе деломично је истражен један комплекс почетком 20. века Тамо су пронађене две целине које се могу тумачити као терме. Састоје се од мушког и женског дела, док је већи део просторија око терми уништен и готово је немогуће разазнати тлоцрте њихових распореда и њихову намену.